# 최동균 (배우)
최동균(1980년 6월 11일 ~ ) 은 대한민국의 배우이자 2대 짜잔형, 던지기남, 찌리찌리남이다.

## 출연작

### 드라마
- 1996년 KBS 《신세대 보고 - 어른들은 몰라요》
- 2002년 SBS 《야인시대》
- 2011년 MBC 《빛과 그림자》

### 영화
- 2008년 《방울토마토》 ... 동훈 역
- 2008년 《잘못된 만남》
- 2013년 《취우》

### 방송
- 2005년 ~ 2011년 EBS 《방귀대장 뿡뿡이》 ... 짜잔형 (2대) 역
- 2006년 ~ 2007년 EBS 《뿡뿡이랑 냠냠》 ... 짜잔형 역

### 트니트니 체조
2019년 던질까 말까에서 던지기남, 찌리찌리남으로 화제가 되었다.

### 광고
2019년 8월 별내맛집 청하갈비 케이블 광고를 촬영했다.

## 같이 보기
- 권재환
- 배승길
- 안재민
- 정휘
- 오뚜기
- 유튜브